# Lijst van voetbalinterlands Brazilië - Ecuador (vrouwen)
Deze lijst van voetbalinterlands is een overzicht van alle officiële voetbalinterlands tussen de nationale vrouwenteams van Brazilië en Ecuador. De landen hebben tot nu toe acht keer tegen elkaar gespeeld.

## Wedstrijden
| № | Plaats         | Datum             | Competitie                  | Wedstrijd          | Uitslag |
| - | -------------- | ----------------- | --------------------------- | ------------------ | ------- |
| 1 | Uberlândia     | 8 januari 1995    | Sudamericano Femenino 1995  | Brazilië − Ecuador | 13 − 0  |
| 2 | Mar del Plata  | 13 maart 1998     | Sudamericano Femenino 1998  | Brazilië − Ecuador | 11 − 1  |
| 3 | Rio de Janeiro | 18 juli 2007      | Pan-Amerikaanse Spelen 2007 | Brazilië − Ecuador | 10 − 0  |
| 4 | Quito          | 24 september 2014 | Copa América 2014           | Brazilië − Ecuador | 4 − 0   |
| 5 | Hamilton       | 15 juli 2015      | Pan-Amerikaanse Spelen 2015 | Brazilië − Ecuador | 7 − 1   |
| 6 | Coquimbo       | 7 april 2018      | Copa América 2018           | Brazilië − Ecuador | 8 − 0   |
| 7 | São Paulo      | 27 november 2020  | Vriendschappelijk           | Brazilië − Ecuador | 6 − 0   |
| 8 | São Paulo      | 1 december 2020   | Vriendschappelijk           | Brazilië − Ecuador | 8 − 0   |

## Samenvatting
| Competitie                           | Totaal gespeeld | Winst Brazilië | Gelijk | Winst Ecuador | Doelsaldo Brazilië – Ecuador |
| ------------------------------------ | --------------- | -------------- | ------ | ------------- | ---------------------------- |
| Sudamericano Femenino / Copa América | 4               | 4              | 0      | 0             | 36 − 1                       |
| Pan-Amerikaanse Spelen               | 2               | 2              | 0      | 0             | 17 − 1                       |
| Vriendschappelijk                    | 2               | 2              | 0      | 0             | 14 − 0                       |
| Totaal                               | 8               | 8              | 0      | 0             | 67 − 2                       |